# Maurus Frey
Maurus Frey (* 1982) ist ein Schweizer Politiker (Grüne). Er war von 2019 bis 2022 Mitglied des Luzerner Kantonsrats und von 2015 bis 2019 Präsident der Grünen Partei des Kantons Luzern. Im Frühjahr 2020 wurde er in die Regierung der Stadt Kriens gewählt.

## Politik
Frey war in den Jahren 2008 bis 2013 Mitglied des Einwohnerrats Kriens (Legislative). 2015 wurde er Präsident der Grünen Kanton Luzern, nachdem er bereits Co-Präsident war. Von Oktober 2019 bis Juni 2022 war er Mitglied des Luzerner Kantonsrats.
Am 29. März 2020 wurde Maurus Frey als einziger Kandidat im ersten Wahlgang in den Stadtrat Kriens (Exekutive) gewählt.

## Biografie
Maurus Frey hat an der Berner Fachhochschule TI, in Biel technisch-wissenschaftliche Informatik studiert. Nach seiner Tätigkeit bei Siemens Building Technologies arbeitet er als Leiter Entwicklung in einem Zentralschweizer Unternehmen für Umweltmonitoring.
Er war Abteilungsleiter der Pfadi Kriens und Redaktionsmitglied bei Radio 3fach (Sendung krass politik).